# Сложени клас
Сложени клас (лат. spicia spiculifera) је врста цвасти која спада у групу сложених рацемозних цвасти. Ова цваст је иста као и код простог класа, само што се уместо седећих цветова који се налазе на главној осовини простог класа, код сложеног класа на главној осовини у ствари налазе прости класови. На бочниом осовинама се налазе седећи цветови (цветови без цветне дршке).

## Примери
Ова врста цвасти се најчешће јавља код житарица и њима сродним дивљим врстама из породице трава. Сложени клас имају нпр. јечам, пшеница, попино прасе, раж...